# Antoine Jérôme Balard
Antoine Jérôme Balard (Montpellier, 1802. szeptember 30. – Párizs, 1876. március 31.) francia vegyész, a bróm felfedezője.
Eredetileg gyógyszerész volt, de pályája vegyészként jelentős. A vegytan tanára volt a Faculté des Sciences és a Collège de France intézetekben, a Francia Természettudományi Akadémia tagja. Nevéhez fűződik a nátrium-szulfátnak a tengervízből való előállítása. 1826-ban ő fedezte fel a brómot és kidolgozta tudományos és ipari hasznosításának módját. Felfedezéséért 1830-ban megkapta a Royal Society Royal-érmet. 
Munkásságáról visszaemlékezéseket közölt a Comptes rendus de l'Académie des sciences és az  Annales de physique et de chimie szaklapokban.